# Jan Żniniewicz

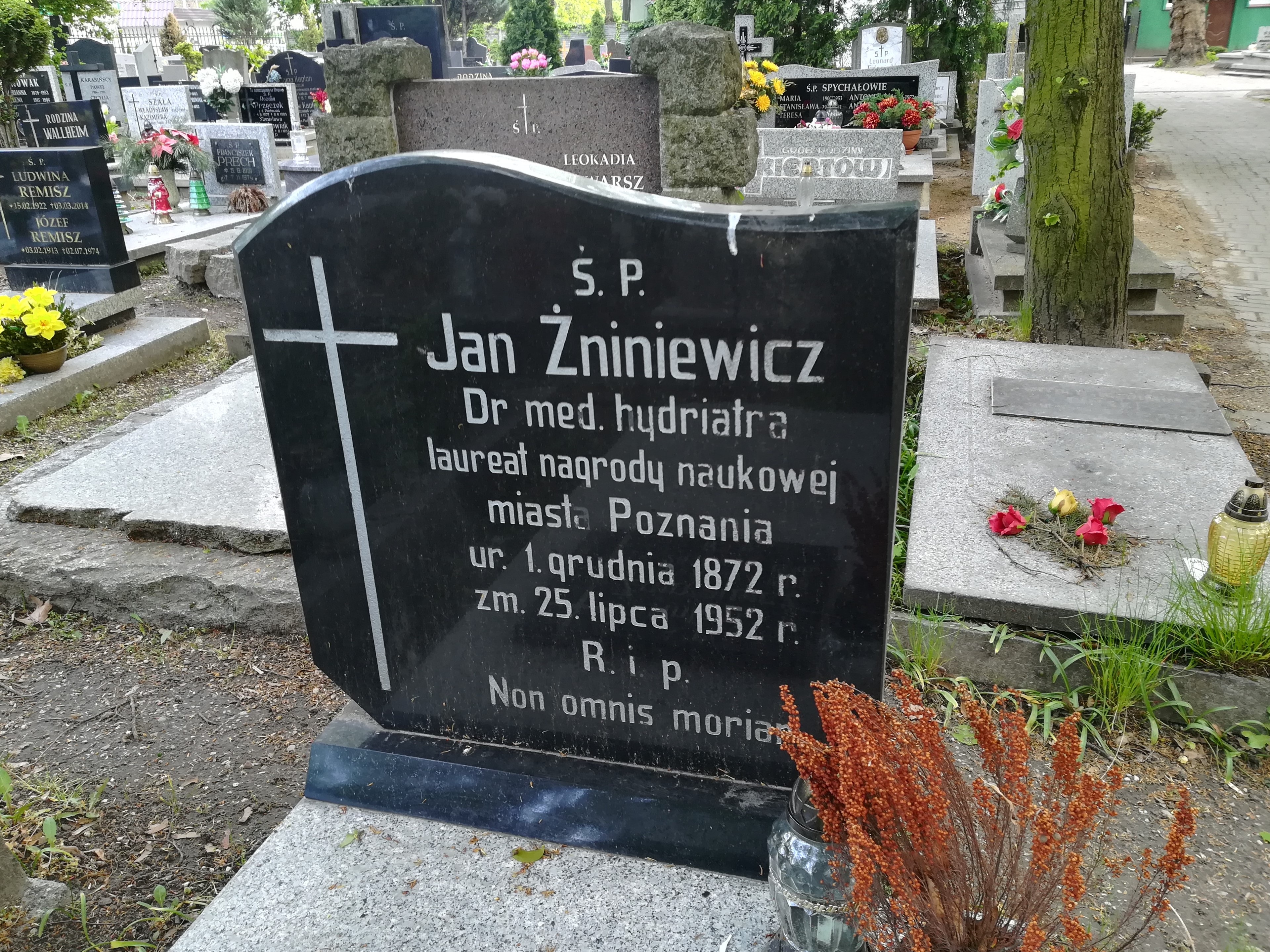
Grób na cmentarzu Górczyńskim

Jan Norbert Żniniewicz (ur. 1 grudnia 1872 w Ostrowie Wielkopolskim, zm. 25 lipca 1952 w Poznaniu) – polski balneolog, pionier nowoczesnej akwaterapii w Polsce.

## Życiorys
Opracowywał nowe metody wodolecznicze, z których jedna została w latach międzywojennych wprowadzona w 12 polskich sanatoriach. Założył zakład wodoleczniczy w Poznaniu, w którym wyleczył swoją metodą ponad 30 tysięcy osób.
Został pochowany na cmentarzu Górczyńskim w Poznaniu (kwatera ILa-13-16). Wraz z siostrą Janiną Żniniewicz uhonorowany ulicą w Poznaniu.
Jest bohaterem powieści Eugeniusza Paukszty pt. Opowieść o zwycięskiej starości.

## Publikacje
- Hartowanie ciała i leczenie wodą w świetle fizjologii, Poznań 1913.
- Wodolecznictwo a nerwy, Poznań 1930.
- W ważnej sprawie naszego zdrowia, Poznań 1921.